# Болград (станція)
Болград — прикордонна проміжна залізнична станція Одеської дирекції Одеської залізниці на лінії Абаклія — Джурджулешти між станціями Тараклія та Гречень Молдовської залізниці. Розташована у селі Залізничне Одеської області.
На станції діє міжнародний пункт прикордонного та митного контролю Болград.

## Історія
Станцію Болград відкрито 1 вересня (13 вересня) 1879 року, при пуску руху залізничної лінії Бендери — Рені, під назвою Траянів вал.
До 1992 року станція була у підпорядкуванні Молдовської залізниці, однак після проголошення незалежності України та відповідно, встановлення державного кордону, станцію було перепідпорядковано Одеській залізниці.
Особливістю розташування станції є те, що вона знаходиться на своєрідному «острові» — в тому місці, де залізниця Абаклія — Джурджулешти заходить на територію України. Фізично станція не сполучена з основними залізницями України, відповідно через станцію немає руху приміських поїздів Одеської залізниці.

## Пасажирське сполучення
Через станцію колись курсував приміський дизель-поїзд Молдовської залізниці Басарабяска — Етулія (1 пара на добу), нині його немає. Рух поїздів далекого сполучення відсутній.